# Caudron C.635 Simoun
Die Caudron 635 Simoun war ein französisches Reiseflugzeug für vier Personen, das erstmals 1934 flog. Die französische Air Bleu setzte Simouns als Postflugzeuge in Frankreich ein. Französische Flieger und Fliegerinnen nutzten den Typ für Langstreckenflüge. In größeren Zahlen wurde der mit einem verkleideten, starren Fahrwerk ausgerüstete Typ von der französischen Luftwaffe (Armée de l’air) bestellt und als Verbindungsflugzeug, Trainer und Sanitätsflugzeug eingesetzt.

## Entwicklung und Bau der Simoun
Die Caudron Simoun wurde von Marcel Riffard (1886–1981) entworfen, der sie aus den für den Coupe Deutsch de la Meurthe entwickelten Rennflugzeugen C.360 und C.362 ableitete. Die ersten, wie alle folgenden Baureihen, überwiegend aus Holz gebauten Prototypen waren die Simoun C.500, C.520 und C.620. Eine C.500 erhielt einen leichteren Renault Bengali 4-Zylinder-Motor von 150 PS, um Gewicht zu sparen. Die anderen Maschinen erhielten alle den luftgekühlten 6 Zylinder-Bengali-Reihenmotor mit hängenden Zylindern. Die C.620 wurde zuerst fertig und machte ihren Erstflug im Juli 1934 und wurde in der Ausstellung der Luftfahrt im November 1934 mit der C.520 ausgestellt. Alle Maschinen der Baureihe waren freitragende Tiefdecker mit einem verkleideten starren Fahrwerk. Am luftgekühlten Renault-Bengali 6-Motor als Triebwerk wurde festgehalten.
Von den Simoun-Typen C.500, C.520, C.620 (Prototypen), dem Serientyp C.630 und deren Langstreckenversionen C.631, C.632, C.633 und C.634 entstanden etwa 36 Maschinen für zivile Nutzer, die von verschiedenen Ausführungen des Renault-Motors angetrieben wurden und sich in Details unterschieden. Die Prototypen C.500, C.520 hatten eine größere, umfangreicher verglaste Kabine und eine leicht andere Rumpfform, die für die Serienmaschinen aufgegeben wurden.
Die Aufträge der französischen Streitkräfte für die C.635 und C.635M führten zu über 500 weiteren Neubauten. Alle Maschinen waren bis zum Ende des Serienbaus im Frühjahr 1940 weiterhin aus Holz gebaute Tiefdecker. Die mit verstellbaren Ratier-Propellern ausgerüsteten Simoun gehörten zu den ersten Reiseflugzeugen (neben der Messerschmitt Bf 108), die eine Höchstgeschwindigkeit von 300 km/h erreichen konnten.
In einen Liniendienst kamen die Caudron Simoun zuerst bei der 1935 gegründeten Air Bleu, die zwölf Simoun der Typen C.630 und C.635 erhielt. Neben diesen nur innerhalb Frankreichs eingesetzten Postflugzeugen, kamen 1937 noch drei Maschinen des Militärauftrages als Postflugzeuge nach Madagaskar, um innerhalb der Insel zum Einsatz zu kommen.
Ab Ende 1935 wurden auch die ersten 110 Caudron Simoun C.635M(ilitaire) an die französische Luftwaffe als Verbindungs- und Trainingsflugzeuge geliefert. Weitere 29 Maschinen erhielten die Marineflieger. Insgesamt bestellten die französischen Streitkräfte bis nach Kriegsausbruch 650 Maschinen, von denen fast 500 für die französischen Streitkräfte bis zum Mai 1940 fertiggestellt wurden. Exakte Angaben über die Gesamtzahl der gebauten Simoun gibt es nicht, zumal einige Maschinen zumindest zeitweise verschiedenen Varianten zugeordnet wurden.

### Varianten
- C.500 Simoun IV, zwei viersitzige Sportflugzeug-Prototypen, längere Kabine mit drei großen Seitenscheiben, ein später mit leichterem Bengali 4 ausgerüstet
- C.520 Simoun VI, ein sechssitziger Prototyp
- C.620 Simoun, ein Prototyp und Umbauten
- C.630 Simoun – erstes Serienmodell mit Renault-Bengali-6Pri-Motor, 20 Maschinen
- C.631 Simoun – modifiziertes Modell für Langstreckenflüge mit höherem Startgewicht, mit Renault Bengali 6Q-01-Motor, drei Maschinen
- C.632 Simoun – einzelne Maschine, umgebaute C.631, Einsitzer für Japanflug Japys
- C.633 Simoun – modifiziertes Modell mit Renault-Bengali-6Q-07-Motor und geändertem Rumpf, sechs Maschinen
- C.634 Simoun – für Langstreckenflüge verstärkte Version, drei Maschinen
- C.635 Simoun – Version mit verbesserter Kabinenausstattung, 46 Neubauten, dazu Umbauten früherer Simoun
- C.635M Simoun – Militärversion, meist Dreisitzer, 489 Maschinen an Armée de l’air und Aeronavale (59) abgeliefert

### Die verbliebenen Maschinen
Von den insgesamt fast 600 gebauten Caudron Simoun sind heute nur noch zwei Maschinen vorhanden.
Eine befindet sich als stationäres Ausstellungsstück im Museum für Luft- und Raumfahrt (Musée de l’Air et de l’Espace) in Paris-Le Bourget, die zweite gehört der Association Renaissance du Caudron Simoun, die sie flugfähig wiederherstellen möchte.
Die Caudron Simoun des Musée de l’Air et de l’Espace ist eine C.635M T-585, jetzt ausgestellt als Postmaschine der Air Bleu. Mit der ausgestellten Maschine versuchte im Sommer 1940 ein französischer Unteroffizier nach der Kapitulation Frankreichs aus Pau nach Marokko zu entkommen. Bei einer Zwischenlandung in Portugal wurden der Pilot interniert und die Maschine von Portugal beschlagnahmt. 1973 wurde die Maschine an Frankreich zurückgegeben und von einer Transall der Armée de l’air zurückgebracht, um als F-ANRO ausgestellt zu werden. Die erste F-ANRO, Simoun C.630 n°19/7017, gehörte zu den ersten sechs Maschinen der Air Bleu, die im Herbst 1940 bei Auflösung der Gesellschaft zur Air France kamen. Der weitere Verbleib der ursprünglichen Maschine F-ANRO konnte nicht geklärt werden.
Die zweite noch vorhandene Simoun der `Association Renaissance du Caudron Simoun´ wurde restauriert um jetzt die C.630 F-ANRY, die 1935 bruchgelandete erste Maschine Antoine de Saint-Exupérys, darzustellen. Auch diese Maschine war ursprünglich eine 1939 gebaute C.635M n°8433 T-499 der französischen Luftwaffe, die als F-DADY in Marokko 1950 ins Zivilregister kam und bis 1966 eingesetzt wurde.
Bis zu einem Unfall 2002 flog die Simoun C.635 n°7863 F-AZAM (ex F-ARCH, als N85E 1973 bis 1977 in den USA) als letzte flugfähige Caudron Simoun in Frankreich.

## Langstreckenflüge
Der Preis der Caudron Simoun (damals zwischen 128.000 und 157.000 französischen Franc) erlaubte nur wohlhabenden Fliegern den Kauf. Berühmte Flieger wie Michel Détroyat (1905–1956), Marcel Doret (1896–1955) und Antoine de Saint-Exupéry (1900–1944) besaßen eine Simoun. Anderen wie André Japy (1904–1974), Maryse Bastié (1898–1952) und Maryse Hilsz (1901–1946) wurden sie vom Werk zur Verfügung gestellt.
Den ersten erfolgreichen Langstreckenrekordflug führten Gaston Génin (1901–1936) und André Robert mit der zweisitzigen Simoun C.631 F-ANXA Gody Radio mit Zusatztanks im hinteren Teil der Kabine vom 18. bis 21. Dezember 1935 von Le Bourget nach Antananarivo auf Madagascar durch, die mit Zwischenlandungen in Syrte und Juba die 8.665 km in 57 h 6´ bewältigten und damit ihren eigenen Streckenrekord brachen. Sie waren vom 19. bis 22. Januar 1935 in der Farman 199 N°2 F-ALHG in drei Tagen 23 Stunden 25 Minuten von Paris nach Madagaskar geflogen.

### Bruchlandungen von Antoine de Saint-Exupéry

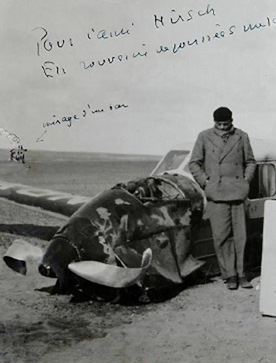
de Saint-Exupéry vor seiner bruchgelandeten Caudron im Jahr 1935

Schon in der Nacht vom 29./30. Dezember 1935 verunglückte der erfahrene Flieger und Schriftsteller Antoine de Saint-Exupéry 200 Kilometer vor Kairo in der ägyptischen Wüste bei einem Versuch, einen Streckenrekord von Paris nach Saigon aufzustellen. Nach 19 Stunden 44 Minuten Flug mit seiner Simoun C.630 F-ANRY stürzte die Maschine nach einer Bodenberührung über der Wüste in Ägypten ab. Ohne Ausrüstung verließen Saint-Exupéry und sein Mechaniker André Prévot (1907–1947) das Wrack und irrten fast vier Tage durch die Wüste, ehe sie von Beduinen gefunden wurden. Diesen gelang es, die fast Verdursteten gesundzupflegen. Saint-Exupérys Darstellung dieser Nahtod-Erfahrungen 1939 in Wind, Sand und Sterne trug zum großen Erfolg des Buches bei. Es wurde preisgekrönt und erhielt den Grand Prix du Roman de l’Académie française; die amerikanische Übersetzung war ein großer Verkaufserfolg.
Die Fertigstellung dieses Sammelbandes teils neuer und schon ältere Texte mit dem Originaltitel Terre des hommes („Die Erde der Menschen“) erfolgte durch Saint-Exupéry in New York während der Genesung nach einem weiteren schweren Unfall mit einer Simoun am 16. Februar 1938. Beim Versuch eines Rekordfluges von New York nach Feuerland mit der C.635M F-ANXK und wieder André Prévot als Begleiter stürzte der Schriftsteller und Pilot nach einer Zwischenlandung in Guatemala-Stadt beim Start zum Weiterflug ab, da die Maschine zu viel Treibstoff geladen hatte, und beide Insassen wurden schwer verletzt. Für Prévot war es das Ende seiner Karriere als Flieger.

### Versuche nach Tokio zu fliegen

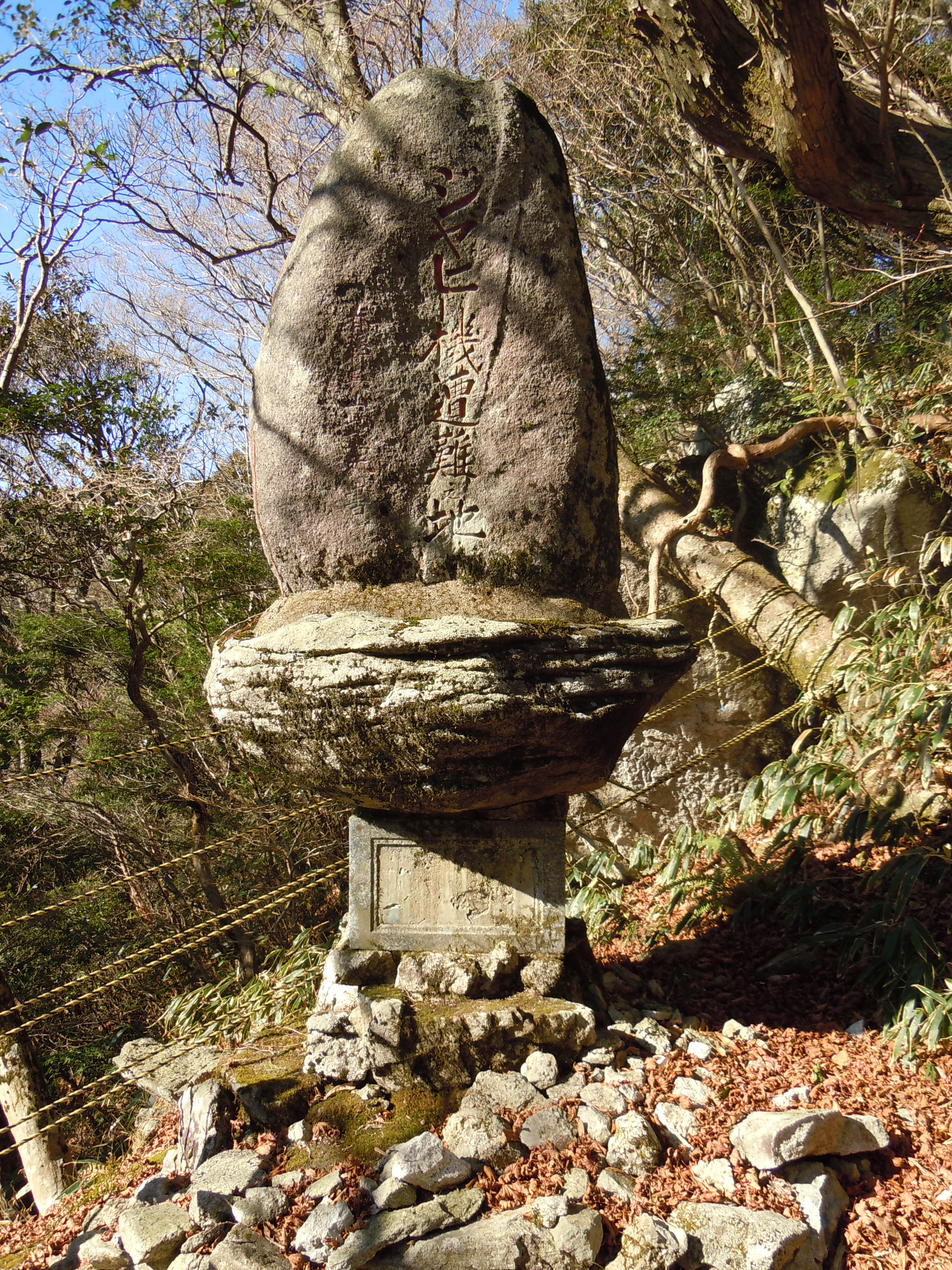
Gedenkstein am Absturzort von Japy

Auch weitere Versuche von Rekordflügen mit Caudron Simoun nach Ostasien endeten in Unfällen. Nach etlichen Flügen mit Caudron Simoun in Europa, so u. a. am 31. Juli 1936 von Paris direkt nach Algier in 5 Stunden 3 Minuten mit sofortigen Rückflug nach 58 Minuten Wartungszeit in 5 Stunden 48 Minuten und am 6. August 1936 von Paris nach Moskau mit Zwischenlandungen in 16 Stunden 5 Minuten und einem nonstop-Rückflug am 8. August in 9 Stunden 50 Minuten, versuchte der erfolgreiche Langstreckenflieger André Japy im Herbst 1936 mit der vom Werk gestellten einsitzigen Simoun C.632 F-ANXA den Preis für den ersten Flug in unter 100 Stunden von Paris nach Tokio zu gewinnen. Japy, der Testpilot der Caudron-Werke, hatte schon im Dezember 1935 einen Flug mit einer Simoun bis Saigon in 87,5 Stunden durchgeführt.
Er erreichte als Soloflieger in der Rekordzeit von 50 Stunden 59 Minuten Hanoi. Beim ersten Anflug auf Japan von Hongkong musste er wegen schlechten Wetters umkehren. Beim zweiten Anflug am 19. November verlor er über Kyūshū die Gewalt über seine Maschine und stürzte im Sefuri-Gebirge nach über 75 Stunden Gesamtflugzeit auch wegen Treibstoffmangels ab. Über 100 Bewohner eines nahegelegenen Dorfes in der Präfektur Saga suchten unter der Leitung der örtlichen Feuerwehr in sehr schwierigem Gelände nach der abgestürzten Maschine und konnten den schwer verletzten Japy bergen und schließlich in das Krankenhaus der Universität Fukuoka transportieren.
Am 20. Januar 1937 erfolgte der nächste Versuch mit einer Caudron Simoun in unter 100 Stunden von Paris nach Tokio zu fliegen. Der erfahrene Langstrecken-, Weltrekordflieger und Testpilot Marcel Doret startete am Morgen in Le Bourget mit seinem Funker Jérôme Micheletti mit der Simoun C.635 F-ANXM. Sie wollten in drei Tagen über Brindisi, Kairo, Bagdad, Karatschi, Hanoi, Hongkong und Shanghai Tokio erreichen. Trotz schlechtem Wetter erreichten die Flieger über Brindisi, Kairo, Basra, Karatschi, Allahabad und Akyab am 23. Januar 1937 Hanoi. Nach weiteren 200 Kilometern und einer Gesamtflugzeit von 71 Stunden und 15 Minuten über eine Distanz von nun 10.775 Kilometern überschlug sich die Maschine fast bei einer Notlandung auf dem Strand einer Insel im Golf von Tongking, steckte mit der Nase im Strand und hatte einen total beschädigten Propeller. Die Maschine wurde von der unverletzt gebliebenen Besatzung aufgegeben.
Zurück in Frankreich starteten Doret und Micheletti am 22. Mai 1937 mit der Simoun C.635M F-APMS zu einem zweiten Versuch in 100 Stunden Tokio zu erreichen. Am 24. erreichten sie Hanoi in neuer Rekordzeit. Wegen erneut sehr schlechtem Wetter erfolgte eine Zwischenlandung in Fort Bayard. In Shanghai platzte bei der Landung am 26. Mai ein Reifen. Beim Weiterflug nach Tokio bei weiterhin sehr schlechtem Wetter konnte eine genaue Funknavigation nicht mehr durchgeführt werden. Die beiden Franzosen versuchten auf einem Strand zu landen. Die Maschine überschlug sich und beide Insassen wurden schwer verletzt. Sie hatten das Dorf Tohara an der Tosa-Bucht in der Präfektur Kōchi auf Shikoku südwestlich von Osaka, etwa 500 km vor Tokio, erreicht.

### Der Atlantikflug von Maryse Bastié
Den ersten Alleinflug über den Südatlantik hatte am 26. November 1931 der Australier Bert Hinkler in einer 120 PS-de Havilland DH.80 Puss Moth durchgeführt, als er in 22 Stunden von Natal nach Dakar flog. Weitere Solo-Flüge mit Leichtflugzeugen folgten am 18./19. August 1932, als Jim Mollison ebenfalls mit einer Puss Moth den Nordatlantik von Irland nach Kanada überflog. und am 6. Februar 1933 mit der Maschine auch noch den Südatlantik von Thiès/Senegal nach Natal in 17,5 Stunden überquerte. Es folgten am 27. April 1933 der polnische Hauptmann Stanislaw Skarzynski, der mit einer RWD 5bis von Saint Louis/Senegal nach Maceió/Brasilien in 20 Stunden flog und am 20. Mai 1935 der Spanier Juan Ignacio Pombo im britischen Nachbau einer Klemm Kl 32, der in neuer Rekordzeit von 16 Stunden 42 Minuten Bathurst Natal erreichte (~192 km/h). Am 13. November 1935 überflog dann die Neuseeländerin Jean Batten von Thies/Senegal nach Natal als erste Frau solo und in Rekordzeit den Südatlantik in 13 Stunden 15 Minuten. Sie nutzte die Percival Gull Six G-ADPR Jean mit einem 200 PS-de Havilland Gipsy Six-Motor.
Die französische Fliegerin Maryse Bastié, die 1928 den ersten von der FAI anerkannten Frauenweltrekord aufgestellt hatte, dem weitere Langstrecken- und Dauerflug-Weltrekorde für Frauen folgten, plante darauf einen schnelleren Flug über den Südatlantik. Von der Air France, ihrem Chefpiloten Jean Mermoz und den französischen Behörden wurde sie unterstützt, die sie am 23./24. Dezember 1935 an Bord der Blériot 5190 F-ANLE Santos-Dumont auf einem planmäßigen Postflug nach Südamerika als Passagier mitfliegen und am 30./31. Dezember 1935 auch mit der Maschine unter Mermoz wieder nach Dakar zurückkehren ließen. Ende August 1936 stellte der Luftfahrtminister Pierre Cot Bastié die Caudron Simoun C.635 F-ANXO zur Verfügung, mit der Maryse Bastié zusammen mit der mit ihr befreundeten Suzanne Tillier im Oktober über Korsika und Algerien bis nach Dakar flog.
Zur Ehrung des am 7. Dezember 1936 über dem Südatlantik mit der Latécoère 300 F-AKGF Croix du Sud verunglückten Jean Mermoz startete Maryse Bastié am 12. Dezember 1936 mit der jetzt Jean Mermoz benannten F-ANXO in Paris-Orly und flog bis zum 19. nach Dakar. Dort versah der mitgeflogene Mechaniker Lendroit das Flugzeug mit einem großen Tank in der Kabine. Am 30. Dezember 1936 startete Maryse Bastié dann allein und ohne Funkausrüstung nach Natal, das sie in der absoluten Rekordzeit von 12 Stunden 5 Minuten erreichte. Über die Distanz von 3173 km erreichte eine Durchschnittsgeschwindigkeit von 264 km/h. Bastie flog noch nach Rio de Janeiro und Buenos Aires, wo die Maschine dem französischen Luftwaffenattaché überlassen wurde. Sie kehrte als Passagier auf dem Luftweg mit der Postlinie der Air France nach Frankreich zurück und überquerte am 2. Februar 1937 den Südatlantik an Bord einer viermotorigen Farman F.220 unter Henri Guillaumet und Henri Delaunay.
Im Juli/August 1937 machte die Französin erneut mit ihrer Freundin Suzanne Tillier in der Caudron Simoun C.635 F-AQAY einen Flug über Königsberg in die Sowjetunion bis nach Kasan und Irkutsk und nach Bukarest. Vermutlich wollten die Französinnen die Sowjets für die Genehmigung eines Direktfluges nach Japan über Sibirien gewinnen; in Bukarest erhielt Maryse Bastié eine Auszeichnung.

### Rekordflüge der Maryse Hilsz
Auch die bekannte französische Fliegerin Maryse Hilsz machte mit einer Simoun erfolgreiche Langstreckenflüge. Am 19. Dezember 1937 startete sie in Istres, um den Langstreckenweltrekord für Frauen, den Amelia Earhart mit 3939 km hielt, zu verbessern. Sie benutzte die Caudron Simoun C.635M/620 F-AQDY, die von einem sparsameren 180 PS-Renault Bengali 6 angetrieben wurde. Wegen technischer Probleme musste Hilsz in Alexandria landen und das ursprüngliche Ziel aufgeben. Sie setzte den Flug von dort mit Zwischenlandungen nach Saigon fort, das sie am 23. Dezember in 92 Stunden 31 Minuten ab Frankreich erreichte und damit den bisherigen Streckenrekord von André Japy mit einer Caudron Aiglon um sechs Stunden unterbot. Auf dem Rückflug musste Maryse Hilsz nahe Jask/Iran in der Wüste notlanden und war für 48 Stunden verschollen.
Mit der genannten Maschine konnte Maryse Hilsz am 19./30. Dezember 1938 mit 3230 km von Istres nach Port Étienne noch einen Langstreckenrekord für Leichtflugzeuge aufstellen.

## Weitere Nutzer

### Frankreich
Neben den einzelnen zivilen Nutzern übernahm die 1935 gegründete Air Bleu zwölf Caudron Simoun der Typen C.630 und C.635 mit denen sie vier (zuletzt acht) Luftpostlinien innerhalb Frankreichs aufbaute. Gründer dieser Gesellschaft waren Didier Daurat und Beppo di Massimi von der früheren Aeropostale. Französische Privatfirmen waren die Geldgeber.
Die Maschinen verließen morgens Le Bourget, um am Abend aus den französischen Provinzen zurückzukehren. Gelegentlich nahmen sie auch Passagiere mit. Am 4. Dezember 1935 verlor die Gesellschaft mit der F-ARNK bei Tours ihre erste Maschine; der Pilot Tessier kam bei dem Unfall ums Leben. Im Sommer 1936 stellte die Gesellschaft ihren Dienst wegen des Ausbleibens eines wirtschaftlichen Erfolges wieder ein. Erst im Juli 1937 nahm die jetzt unter staatlicher Kontrolle befindliche Gesellschaft den Dienst. Die privaten Geldgeber hielten nur noch 24 % der Anteile, 24 % die Air France und 52 % der Staat. Man eröffnete wieder drei Linien nach Bordeaux und Pau, Toulouse und Perpignan sowie nach Clermont-Ferrand, Lyon und Grenoble. Mit acht Piloten und elf Simoun sowie einer zweimotorigen Caudron C.440 Goeland wurden die von Beginn an erfolgreichen Linien bedient. Der Wunsch auch bei Nacht zu fliegen, verhinderte die Beschaffung weiterer Simoun, die nicht die notwendige Ausrüstung erhalten konnten.
Fünf weitere, rotgestrichene Simoun erhielt die Escadrille Ministerielle für Flüge der französischen Regierung. Auch in Madagascar wurden drei Caudron Simoun für den Postdienst eingesetzt, von denen eine 1939 abstürzte, wobei der Pilot Jaques Ringel starb.
Bekannten französischen Piloten, wie Bastié und Hilsz, wurden Maschinen von den seit 1936 gelieferten Militäraufträgen zeitweise zur Verfügung gestellt. Die Serienmaschinen der Militäraufträge wurden zum Teil mit Doppelsteuerung ausgerüstet und als dreisitzige Trainingsflugzeuge von der Armée de l’air und der Aéronavale eingesetzt. Auch nach der Kapitulation Frankreichs behielt die französische Luftwaffe etliche Simoun als Verbindungsflugzeuge in Frankreich und den Kolonien. Mehrfach nutzten französische Flieger diese Maschinen zur Flucht zu den Freien Französischen Streitkräften.
Bei Kriegsende 1945 war nur noch eine kleine Zahl brauchbarer Caudron Simoun vorhandenen. Die letzten Maschinen der Armée de l’air wurden in Marokko 1949 ausgesondert; im Februar 1950 stellte auch die Aéronautique navale bei der Staffel 56S ihre letzte Simoun außer Dienst. Wenige der ehemaligen Militärmaschinen wurden noch als Sportflugzeuge genutzt. 2002 verunglückte die damals letzte flugfähige Maschine in Frankreich (s.v.).

### Belgien
Einzelne Maschinen gingen vor dem Zweiten Weltkrieg an Sportflieger anderer Nationen. So kamen schon 1936 zwei Caudron Simoun C.630 in das belgische Zivilregister, kurz vor der Kapitulation 1940 verfügte die Belgische Luftwaffe über vier Maschinen des Typs durch die Beschlagnahme von Privatflugzeugen. Ende Juni 1940 stahlen die belgischen Flieger Alexis Jottard und Jean Offenberg zwei Caudron Simouns und flogen über Korsika nach Philippeville, Algerien, und in das marokkanische Oujda, wo die Belgische Luftwaffe eine Flugschule betrieb. Auch französische Flieger nutzten Simouns zur Flucht über das Mittelmeer.

### Vereinigte Staaten
Die United States Navy erwarb ein Caudron Simoun für den U.S. Naval Air Attache in Paris.
James Marshall Shoemaker (1895–1983) war Naval Attache der US-Botschaften in Paris, Madrid und Rom. Die in Villacoublay stationierte C.635 n°7089 flog als USN 0725 und war 1936 als F-ANXL registriert. Sie wurde im Krieg von französischer Seite beschlagnahmt.

### Großbritannien
Durch Flucht nach Großbritannien und einsatzbedingt gelangten etliche Simoun auf die britischen Inseln. Nach der Kapitulation Frankreichs beschlagnahmten die Briten diese Maschinen und weitere gelangten im Lauf des Krieges in den Dienst der Royal Air Force. Von den Einsatzstaffeln setzte die No. 267 Squadron RAF eine Caudron Simoun in Nordafrika ein, die aus in Syrien erbeuteten Beständen stammte.

### Deutsches Reich
Als die Deutschen die nach dem Westfeldzug unbesetzt gebliebene Zone Frankreichs unter dem Vichy-Regime im November 1942 besetzten, fielen ihnen 103 Caudron Simoun in die Hände. 65 Maschinen übernahm die Luftwaffe als Schul- und Verbindungsflugzeuge. Weitere wurden an andere Staaten (Ungarn, Schweden) verkauft.

### Ungarn
An die Ungarische Luftwaffe wurden 1943 sechs Caudron Simoun aus den deutschen Beutebeständen verkauft, die alle spätestens 1944 verloren gingen.

### Schweden
An Schweden gingen 1942/43 mindestens vier Caudron Simoun aus den deutschen Beutebeständen, die im Zivilregister registriert wurden und als Postflugzeuge sowie als Zielschlepper dienten. Eine Maschine stürzte schon 1943 mit zwei Todesopfern ab.

## Technische Daten

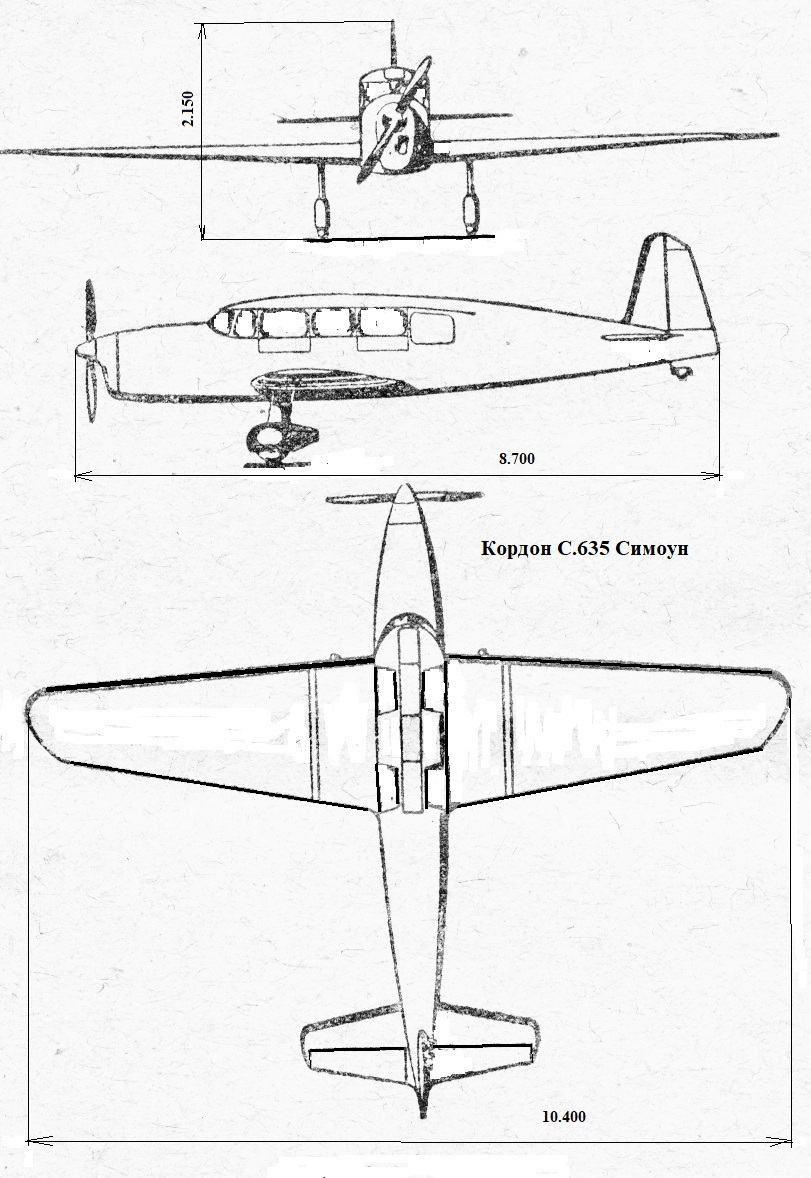
Dreiseitenriss Caudron C.635

| Kenngröße             | Caudron C.630             | Caudron C.635         |
| --------------------- | ------------------------- | --------------------- |
| Erstflug              | 11. Juli 1933             | 17. Januar 1935       |
| gebaut                | 20                        | 46                    |
| Besatzung             | 1–2                       | 1–2                   |
| Passagiere            | 2–3                       | 2–3                   |
| Länge                 | 8,70 m                    | 8,70 m                |
| Spannweite            | 10,40 m                   | 10,40 m               |
| Höhe                  | 2,15 m                    | 2,15 m                |
| Flügelfläche          | 16 m²                     | 16 m²                 |
| Flügelstreckung       | 6,8                       | 6,8                   |
| Leermasse             | 810 kg                    | 855 kg                |
| Startmasse            | 1250 kg                   | 1330 kg               |
| Reisegeschwindigkeit  | 270 km/h                  | 280 km/h              |
| Höchstgeschwindigkeit | 300 km/h                  | 310 km/h              |
| Dienstgipfelhöhe      | 6000 m                    | 7300 m                |
| Reichweite            | 950 km                    | 1125 km               |
| Triebwerk             | ein Renault Bengali 6Q-07 | ein Renault 6Q-01/-09 |
| Leistung              | 180 PS (ca. 130 kW)       | 220 PS (ca. 160 kW)   |